# Морозов, Альбин Иванович
Альбин Иванович Морозов (4 апреля 1926, Иркутск, СССР — 28 августа 1984, Новосибирск, СССР ) — художник-сценограф, заслуженный деятель искусств РСФСР (1971). 

## Биография
Родился 4 апреля 1926 года в Иркутске.
С 1934 года жил в Новосибирске.
С 1942 по 1946 год — художник «Окна ТАСС» при новосибирском товариществе «Художник».
В 1940-х годах начал работать в Новосибирском оперном театре: в 1946—1952 годах — художником-исполнителем, в 1952—1965 — художником-постановщиком, в 1965—1984 — главным художником.
Похоронен на Заельцовском кладбище Новосибирска (квартал 102).

## Деятельность
Главный художник Новосибирского театра оперы и балета (1965—1984), оформил 49 (по другим данным — 56) оперных и балетных спектаклей. Также художником ставились спектакли в театрах музыкальной комедии и драматических театрах. Всего более 100 постановок. Кроме того, Морозов занимался оформлением телевизионных оперных постановок.

## Оформленные спектакли
- «Черевички» Чайковского
- «Снегурочка» Н. Римского-Корсакова
- «Не только любовь» Р. Щедрина
- «Клоп» Э. Лазарева
- «Алкина песня» Г. Иванова (первая постановка оперы 1967 года)
- «Патетическая оратория» Г. Свиридова
- «Тоска» Дж. Пуччини
- «Необычайное происшествие, или Ревизор» Г. Иванова (первая постановка оперы 1983 года)
- «Жизель» А. Адана
- «Кармен-сюита» Ж. Бизе — Р. Щедрина

## Награды
- Орден Дружбы народов (7 августа 1981 года).
- Орден «Знак Почёта» (13 августа 1955 года) — за большие заслуги в области советского музыкального искусства[3].